# Key Safety Systems
Key Safety Systems (KSS) este o companie americană, furnizor mondial de sisteme avansate de siguranță pentru piața auto - inflatori, airbaguri, volane, centuri de siguranță.
Compania are sediul central în Sterling Heigts, Michigan, și deține filiale în 36 de locații din 12 țări.
Compania are peste 4.000 de angajați în întreaga lume și în anul 2009 a înregistrat o cifră de afaceri de 850 milioane dolari.
Printre cei peste 150 de clienți ai companiei se numără reprezentanții a peste 60 de mărci de vehicule.

## KSS în România
Compania este prezentă și în România, având prima fabrică deschisă în anul 1999, cea de-a doua în anul 2005 și un centru de suport operațional înființat în anul 2008.
De asemenea, compania își va deschide în Zona Liberă Curtici, din județul Arad, cea de a treia fabrică din România, producția urmând să înceapă la sfârșitul anului 2010.